# Duna de Bolonia
La duna de Bolonia es una duna de arena de más de 30 metros de altura situada al noroeste de la ensenada de Bolonia, en dirección a punta Camarinal, en la costa atlántica de la provincia de Cádiz (España). Fue declarado monumento natural en 2001.

## Origen y estructura
Se trata de una acumulación de arena formada por los vientos dominantes de levante al chocar frontalmente con el final de la ensenada. La línea de costa de la Playa de Bolonia tiene una orientación sureste-noroeste y el viento de levante eleva y proyecta una corriente de arena fina que barre la superficie de la playa hasta llegar al final de la ensenada, donde esta corriente choca con el cierre de la ensenada, casi perpendicular. El final de la ensenada tiene un pequeño sustrato de roca, más visible hacia el oeste, y vegetación de pino y sotobosque, todo lo cual frena la arena y provoca la formación de la duna, de más de 30 metros de altura y más de 200 metros tierra adentro, en una anchura de unos 500 metros.
El final de la duna es más o menos estable, en continua lucha entre los pinos por crecer y la arena por avanzar, pero no avanza continuamente, ya que la altura de la duna sobrepasa la de los árboles y el fuerte viento lleva la arena sobrante lejos de la misma.